# Daniel d'Arthez
Daniel d'Arthez é um personagem da Comédia Humana de Honoré de Balzac. Nascido entre 1794 e 1796, ele é descendente de uma família picarda, à qual faz alusão em Les Secrets de la princesse de Cadignan, mas de que não se sabe muita coisa. Ele se parece com Napoleão Bonaparte jovem, quando Lucien de Rubempré o encontra na Biblioteca de Saint-Geneviève, onde passa os dias. Aparece pela primeira vez em La Messe de l'Athée. Torna-se amigo de Lucien, seu bom samaritano e sua consciência, mas Lucien nem sempre segue seus excelentes conselhos.
Pobre, mas sério, trabalhando sem cessar na escrita de um romance, ele vive em uma mansarda onde seus amigos são felizes de se reunir. Mesmo desaprovando às vezes as decisões de seu amigo, mesmo Lucien traindo sua confiança e não seguindo a verdadeira via de um escritor, ele se mantém ao leito da amante de seu amigo, Coralie, moribunda. Sua generosidade e elevação espiritual acabam por espicaçar a curiosidade de Diane de Maufrigneuse, pela qual ele se apaixonará profundamente.
Faz parte do Cenáculo, que reúne a fina flor dos intelectuais, e do qual ele é o membro mais importante. Sem qualquer ambição outra que a de seguir sua consciência, ele termina sempre por ter sucesso : seu romance o torna célebre, ele recupera seu título e se torna homem político importante.